# Malacca néerlandaise
1641–1825
Le terme Malacca néerlandaise désigne la ville de Malacca pendant son occupation par les Pays-Bas de 1641 à 1825.

## Histoire

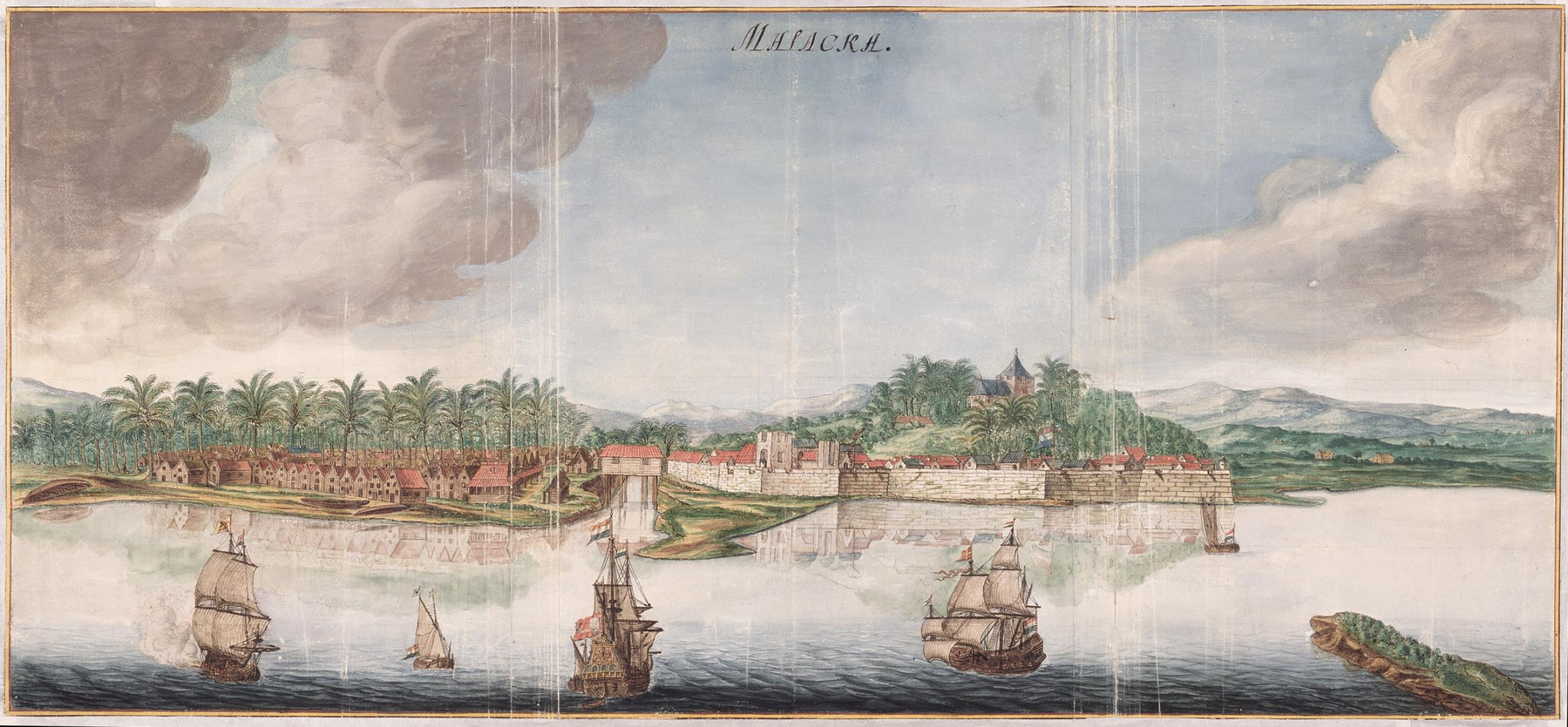
Vue de Malacca, (Johannes Vingboons, 1665)

La ville était stratégiquement située sur la côte sud-ouest de la péninsule malaise sur le détroit de Malacca, la principale voie maritime entre le Moyen-Orient et l’Inde d’une part et la Chine et le Japon d’autre part.
À partir du XVe siècle, la ville de Malacca s’est développée d’un petit village de pêcheurs au centre du sultanat malaisien. Ce sultanat a été fondé par le prince Srivijayan Parameswara, venu de Sumatra en 1396. Il y avait du commerce de la ville avec les pays environnants, mais aussi des commerçants venus d’Europe et d’Amérique du Sud. Les principaux produits commerciaux étaient la soie, l’opium, l’or, le thé et les herbes et la ville servait de marché de base pour ces produits. Malacca a connu son apogée sous le règne du sultan Mansur Shah.
La première puissance européenne à visiter la ville fut le Portugal en 1509. Bien qu’ayant eu une relation commerciale initialement pacifique, les Portugais ont conquis la ville en 1511 sous la direction d’Afonso de Albuquerque (le vice-roi des Indes) et ont construit un fort, A Famosa, sur lequel le sultan exilé a établi un nouveau royaume à Johor. De là, il a essayé de reprendre la ville, ce qui n’a pas fonctionné. La ville a également été régulièrement attaquée par les troupes de Negeri Sembilan et d’Aceh islamique.
Sous la direction de Cornelis Matelieff de Jonge, la VOC tenta de conquérir la ville en 1606 en débarquant avec une flotte. Cette attaque a été repoussée. Ce n’est qu’après un siège de huit mois que la ville se rendit le 12 janvier 1641, après une violente attaque de tempête dirigée par le sergent-major Johannes Lamotius. La conquête de cette dernière colonie portugaise dans la région était en partie due à l’aide du sultan de Johor. Sous la VOC, la ville est restée le centre du commerce sur la péninsule malaise, mais a perdu sa position commerciale dans le reste de l’Asie du Sud-Est au profit de Batavia. La ville était particulièrement importante stratégiquement en raison de son emplacement sur le détroit de Malacca. En conséquence, la VOC contrôlait ce détroit et donc l’accès à l’archipel indien.
Un danger pour les navires hollandais dans ce détroit était les grands groupes de Boeginezen, un peuple de Sulawesi du Sud, qui s’est installé à Johor. Ce peuple marin était déjà en fuite de la VOC, mais a acquis une plus grande influence dans le détroit de Malacca. Les Boeginezen ne furent vaincus qu’en 1786 par Jacob Pieter van Braam.
Le 15 août 1795, une flotte anglaise de 15 navires de guerre avec un équipage total de 3500 têtes apparut à la descente. Après des négociations malheureuses et une bataille à peine livrée, Abraham Couperus céda Malacca aux Anglais, ce qui plus tard – selon D.K. Bassett à tort – le conduisit à des accusations de haute trahison. Le prince Guillaume V, qui s’était enfui en Angleterre, avait ordonné dans ses lettres de Kew que toutes les possessions coloniales soient temporairement transférées en Angleterre.
Les Britanniques craignaient que les Pays-Bas ne redeviennent un concurrent commercial lorsqu’ils récupéreraient la ville et ils commencèrent donc à démolir le fort hollandais en 1807. Une partie de la population a également été contrainte de déménager sur l’île de Penang. Lorsque les Pays-Bas ont repris la ville en 1818, le commerce n’était plus ce qu’il avait été et en 1824, la ville a été échangée contre la ville portuaire de Bengkoelen sur Sumatra.

## Héritage actuel
À Malacca, la présence néerlandaise est connue par une place avec des bâtiments rouges qui ont en partie une histoire de COV. Entre autres choses, il y a une ancienne église réformée néerlandaise et l’ancien hôtel de ville (« Stadhuys »). L’hôtel de ville a été construit en 1650 et est probablement le plus ancien bâtiment hollandais survivant à l’Est. La place est maintenant appelée Place hollandaise, communément connue chez les Hollandais sous le nom de Place Rouge.
Il y a aussi d’innombrables tombes hollandaises. Il y a aussi des Malaisiens d’origine (en partie) néerlandaise. Cependant, ils ne parlent plus néerlandais, mais ont des noms néerlandais. Beaucoup de leurs ancêtres étaient des bourgeois de la colonie de COV de Ceylan, qui, lorsque l’île est tombée aux mains des Anglais, ont déménagé à Malacca.

## Sources
- (en) Dennis De Witt, History of the Dutch in Malaysia: In Commemoration of Malaysia's 50 Years as an Independent Nation and Over Four Centuries of Friendship and Diplomatic Ties Between Malaysia and the Netherlands, Nutmeg Publishing, 2008 (ISBN 978-983-43519-0-8, lire en ligne)